# Saló de la Fama de MotoGP
|  | No s'ha de confondre amb FIM Legend. |

El Saló de la Fama de MotoGP (oficialment en anglès, MotoGP Hall of Fame) és el saló de la fama del mundial de motociclisme. Els seus membres s'anomenen MotoGP Legends ("Llegendes de MotoGP").
Des de la seva instauració per la FIM l'any 2000 hi han estat incorporats 38 pilots fins al 2023, des dels campions del món més reeixits com ara Giacomo Agostini, Ángel Nieto, Mike Hailwood i Carlo Ubbiali, fins a campions que havien mort joves com ara Jarno Saarinen i Daijiro Kato. Els pilots que en passen a formar part són pilots que ja no estan en actiu, tot i que hi ha alguna excepció de pilots que posteriorment han disputat alguna cursa o tornat a competir, com és el cas de Dani Pedrosa.
Entre els 38 pilots, a 2023 hi trobem els catalans Àlex Crivillé i Dani Pedrosa, el valencià Jorge Martínez ("Aspar") i el mallorquí Jorge Lorenzo.

## Llegendes de MotoGP
A 6 d'agost de 2023
Dels 38 corredors que s'han incorporat a la llista, Randy Mamola és l'únic que no ha guanyat mai cap mena de campionat en la seva carrera. Nicky Hayden i Dani Pedrosa són els únics MotoGP Legends que han seguit competint després d'haver estat incorporats al Saló de la Fama.
| daga | El pilot fou incorporat a títol pòstum |

| Any  | Pilot | Pilot                  | Assoliments | Ref.   |
| ---- | ----- | ---------------------- | --- | ------ |
| 2000 |       | Giacomo Agostini       | 8 vegades Campió del Món de 500cc (1966, 1967, 1968, 1969, 1970, 1971, 1972, 1975) 7 vegades Campió del Món de 350cc (1968, 1969, 1970, 1971, 1972, 1973, 1974) Rècord de 122 Victòries en Gran Premi (68 Victòries en 500cc)             | [ 3 ]  |
| 2000 |       | Mick Doohan            | 5 vegades Campió del Món de 500cc (1994, 1995, 1996, 1997, 1998) 54 Victòries en Gran Premi (totes en 500cc) | [ 4 ]  |
| 2000 |       | Mike Hailwood          | 4 vegades Campió del Món de 500cc (1962, 1963, 1964, 1965) 2 vegades Campió del Món de 350cc (1966, 1967) 3 vegades Campió del Món de 250cc (1961, 1966, 1967) 76 Victòries en Gran Premi (37 Victòries en 500cc)                         | [ 3 ]  |
| 2000 |       | Ángel Nieto            | 7 vegades Campió del Món de 125cc (1971, 1972, 1979, 1981, 1982, 1983, 1984) 6 vegades Campió del Món de 50cc (1969, 1970, 1972, 1975, 1976, 1977) 90 Victòries en Gran Premi                                                             | [ 3 ]  |
| 2000 |       | Wayne Rainey           | 3 vegades Campió del Món de 500cc (1990, 1991, 1992) 24 Victòries en Gran Premi (totes en 500cc) | [ 3 ]  |
| 2000 |       | Kenny Roberts          | 3 vegades Campió del Món de 500cc (1978, 1979, 1980) 24 Victòries en Gran Premi (22 Victòries en 500cc) | [ 3 ]  |
| 2000 |       | Kevin Schwantz         | Campió del Món de 500cc (1993) 25 Victòries en Gran Premi (totes en 500cc) | [ 3 ]  |
| 2001 |       | Anton Mang             | 2 vegades Campió del Món de 350cc (1981, 1982) 3 vegades Campió del Món de 250cc (1980, 1981, 1987) 42 Victòries en Gran Premi | [ 5 ]  |
| 2001 |       | Barry Sheene           | 2 vegades Campió del Món de 500cc (1976, 1977) 23 Victòries en Gran Premi (19 Victòries en 500cc) | [ 5 ]  |
| 2001 |       | Freddie Spencer        | 2 vegades Campió del Món de 500cc (1983, 1985) Campió del Món de 250cc (1985) 27 Victòries en Gran Premi (20 Victòries en 500cc) | [ 6 ]  |
| 2001 |       | Carlo Ubbiali          | 3 vegades Campió del Món de 250cc (1956, 1959, 1960) 6 vegades Campió del Món de 125cc (1951, 1955, 1956, 1958, 1959, 1960) 39 Victòries en Gran Premi                                                                                    | [ 7 ]  |
| 2002 |       | Geoff Duke             | 4 vegades Campió del Món de 500cc (1951, 1953, 1954, 1955) 2 vegades Campió del Món de 350cc (1951, 1952) 33 Victòries en Gran Premi (22 Victòries en 500cc)                                                                              | [ 8 ]  |
| 2002 |       | Wayne Gardner          | Campió del Món de 500cc (1987) 18 Victòries en Gran Premi (totes en 500cc) | [ 5 ]  |
| 2002 |       | Phil Read              | 2 vegades Campió del Món de 500cc (1973, 1974) 4 vegades Campió del Món de 250cc (1964, 1965, 1968, 1971) Campió del Món de 125cc (1968) 52 Victòries en Gran Premi (11 Victòries en 500cc)                                               | [ 8 ]  |
| 2003 |       | Daijiro Kato           | Campió del Món de 250cc (2001) 17 Victòries en Gran Premi | [ 5 ]  |
| 2003 |       | John Surtees           | 4 vegades Campió del Món de 500cc (1956, 1958, 1959, 1960) 3 vegades Campió del Món de 350cc (1958, 1959, 1960) 38 Victòries en Gran Premi (22 Victòries en 500cc)                                                                        | [ 9 ]  |
| 2005 |       | Eddie Lawson           | 4 vegades Campió del Món de 500cc (1984, 1986, 1988, 1989) 31 Victòries en Gran Premi (totes en 500cc) | [ 10 ] |
| 2007 |       | Jim Redman             | 4 vegades Campió del Món de 350cc (1962, 1963, 1964, 1965) 2 vegades Campió del Món de 250cc (1962, 1963) 45 Victòries en Gran Premi (2 Victòries en 500cc)                                                                               | [ 11 ] |
| 2009 |       | Jarno Saarinen         | Campió del Món de 250cc (1972) 15 Victòries en Gran Premi (2 Victòries en 500cc) | [ 12 ] |
| 2013 |       | Casey Stoner           | 2 vegades Campió del Món de MotoGP (2007, 2011) 45 Victòries en Gran Premi (38 Victòries en MotoGP) | [ 13 ] |
| 2014 |       | Marco Simoncelli       | Campió del Món de 250cc (2008) 14 Victòries en Gran Premi | [ 14 ] |
| 2015 |       | Àlex Crivillé          | Campió del Món de 500cc (1999) Campió del Món de 125cc (1989) 20 Victòries en Gran Premi (15 Victòries en 500cc) | [ 15 ] |
| 2015 |       | Nicky Hayden           | Campió del Món de MotoGP (2006) 3 Victòries en Gran Premi (totes en MotoGP) | [ 16 ] |
| 2015 |       | Franco Uncini          | Campió del Món de 500cc (1982) 7 Victòries en Gran Premi (5 Victòries en 500cc) | [ 15 ] |
| 2017 |       | Marco Lucchinelli      | Campió del Món de 500cc (1981) 6 Victòries en Gran Premi (totes en 500cc) | [ 17 ] |
| 2017 |       | Kenny Roberts Jr.      | Campió del Món de 500cc (2000) 8 Victòries en Gran Premi (totes en 500cc) | [ 18 ] |
| 2018 |       | Kork Ballington        | 2 vegades Campió del Món de 350cc (1978, 1979) 2 vegades Campió del Món de 250cc (1978, 1979) 31 Victòries en Gran Premi | [ 19 ] |
| 2018 |       | Randy Mamola           | 4 vegades subcampió de 500cc (1980, 1981, 1984, 1987) 13 Victòries en Gran Premi (totes en 500cc) | [ 20 ] |
| 2018 |       | Dani Pedrosa           | 3 vegades subcampió de MotoGP (2007, 2010, 2012) 2 vegades Campió del Món de 250cc (2004, 2005) Campió del Món de 125cc (2003) 54 Victòries en Gran Premi (31 Victòries en MotoGP)                                                        | [ 21 ] |
| 2019 |       | Stefan Dörflinger      | 2 vegades Campió del Món de 50cc (1982, 1983) 2 vegades Campió del Món de 80cc (1984, 1985) 18 Victòries en Gran Premi | [ 22 ] |
| 2019 |       | Jorge Martínez "Aspar" | Campió del Món de 125cc (1988) 3 vegades Campió del Món de 80cc (1986, 1987, 1988) 37 Victòries en Gran Premi | [ 23 ] |
| 2021 |       | Valentino Rossi        | 6 vegades Campió del Món de MotoGP (2002, 2003, 2004, 2005, 2008, 2009) Campió del Món de 500cc (2001) Campió del Món de 250cc (1999) Campió del Món de 125cc (1997) 115 Victòries en Gran Premi (Rècord de 89 Victòries en 500cc/MotoGP) | [ 24 ] |
| 2022 |       | Jorge Lorenzo          | 3 vegades Campió del Món de MotoGP (2010, 2012, 2015) 2 vegades Campió del Món de 250cc (2006, 2007) 68 Victòries en Gran Premi (47 Victòries en MotoGP)                                                                                  | [ 25 ] |
| 2022 |       | Max Biaggi             | 4 vegades Campió del Món de 250cc (1994, 1995, 1996, 1997) 42 Victòries en Gran Premi (13 Victòries en MotoGP) | [ 26 ] |
| 2022 |       | Luigi Taveri           | 3 vegades Campió del Món de 125cc (1962, 1964, 1966) 30 Victòries en Gran Premi | [ 27 ] |
| 2022 |       | Hugh Anderson          | 2 vegades Campió del Món de 125cc (1963, 1965) 2 vegades Campió del Món de 50cc (1963, 1964) 25 Victòries en Gran Premi | [ 28 ] |
| 2023 |       | Andrea Dovizioso       | 3 vegades subcampió de MotoGP (2017, 2018, 2019) Campió del Món de 125cc (2004) 24 Victòries en Gran Premi (15 Victòries en MotoGP) | [ 29 ] |
| 2023 |       | Hans-Georg Anscheidt   | 3 vegades Campió del Món de 50cc (1966, 1967, 1968) 14 Victòries en Gran Premi | [ 30 ] |